# Högfenad grouper
Högfenad grouper ('Epinephelus longispinis) är en art i familjen havsabborrfiskar som finns i  Indiska oceanen och västra Stilla havet. 

## Utseende
En förhållandevis avlång fisk med sluttande, konvex panna och två rader tänder i underkäken. Ryggfenan är uppdelad i två zoner; en främre, hård med 11 taggstrålar, varav den 3:e eller 4:e är längst, och en bakre, mjukare med 16 till 17 mjukstrålar. På liknande sätt har analfenan 3 taggstrålar och 8 mjukstrålar. Bukfenorna är korta, bröstfenorna består endast av mjukstrålar, 17 – 19 till antalet. Den bakre kanten på stjärtfenan är konvex. Kroppsfärgen är blek med gråaktiga fläckar på ovandelen, oregelbundna vita fläckar på undersidan och mörkbruna fläckar på fenorna. Längs {distal} kanten på stjärtfenan och ryggfenans mjuka del har den en rad med mörka prickar.
 Som mest kan den bli 55 cm lång och väga 2,7 kg.

## Vanor
Den högfenade groupern förekommer vanligtvis från havsytans nivå ner till 70 m på korallrev och klippor, men kan även iakttas över sandbotten. Den lever främst på kräftdjur, i synnerhet krabbor och mantisräkor, men kan mera sällan även ta småfisk, bläckfiskar och musselkött. Litet är i övrigt känt om dess levnadssätt.

## Betydelse för människan
Arten fiskas kommersiellt, främst på spö, med ljuster, fällor och med hjälp av trål.

## Utbredning
Utbredningsområdet omfattar Indiska oceanen och västra Stilla havet från Kenya via Tanzania och Moçambique till Sydafrika och österut till östra Bandasjön.